# (23662) Jozankei
(23662) 1997 ES17 est un astéroïde de la ceinture principale découvert en 1997.

## Description
(23662) 1997 ES17 a été découvert le 3 mars 1997 à l'observatoire de Kitami, situé à l'est d'Hokkaidō (Japon), par Kin Endate et Kazuro Watanabe.

### Caractéristiques orbitales
L'orbite de cet astéroïde est caractérisée par un demi-grand axe de 2,44 UA, un périhélie de 1,87 UA, une excentricité de 0,23 et une inclinaison de 3,73° par rapport à l'écliptique. Du fait de ces caractéristiques, à savoir un demi-grand axe compris entre 2 et 3,2 UA et un périhélie supérieur à 1,666 UA, il est classé, selon la JPL Small-Body Database, comme objet de la ceinture principale.

### Caractéristiques physiques
(23662) 1997 ES17 a une magnitude absolue (H) de 14,1 et un albédo estimé à 0,056.